# Jack Hunt (football)
Pour les articles homonymes, voir Jack Hunt et Hunt.
Jack Paul Hunt est un footballeur anglais né le 6 décembre 1990 à Rothwell dans le Yorkshire de l'Ouest en Angleterre. Il joue au Bristol Rovers.

## Biographie
Le 6 juillet 2018, il s'engage pour trois ans avec Bristol City.
Le 22 juillet 2021, il rejoint Sheffield Wednesday.
Le 17 août 2023, il rejoint Bristol Rovers.

## Statistiques
| Saison                | Club                       | Championnat           | Championnat | Championnat | Coupe(s) nationale(s) | Coupe(s) nationale(s) | Total | Total |
| Saison                | Club                       | Division              | M.          | B.          | M.                    | B.                    | M.    | B.    |
| 2009-2010             | Grays Athletic (prêt)      | National League       | 4           | 0           | 0                     | 0                     | 4     | 0     |
| 2010-2011             | Chesterfield (prêt)        | League Two            | 20          | 0           | 3                     | 0                     | 23    | 0     |
| Sous-total            | Sous-total                 | Sous-total            | 24          | 0           | 3                     | 0                     | 27    | 0     |
| 2010-2011             | Huddersfield Town          | League One            | 19          | 1           | 4                     | 0                     | 23    | 1     |
| 2011-2012             | Huddersfield Town          | League One            | 43          | 1           | 7                     | 2                     | 50    | 3     |
| 2012-2013             | Huddersfield Town          | Championship          | 40          | 0           | 4                     | 0                     | 44    | 0     |
| 2013-2014             | Huddersfield Town          | Championship          | 2           | 0           | 2                     | 0                     | 4     | 0     |
| Sous-total            | Sous-total                 | Sous-total            | 104         | 2           | 17                    | 2                     | 121   | 4     |
| 2013-2014             | Barnsley (prêt)            | Championship          | 11          | 0           | 0                     | 0                     | 11    | 0     |
| 2014-2015             | Nottingham Forest (prêt)   | Championship          | 17          | 0           | 2                     | 0                     | 19    | 0     |
| 2014-2015             | Rotherham United (prêt)    | Championship          | 16          | 0           | 0                     | 0                     | 16    | 0     |
| 2015-2016             | Sheffield Wednesday (prêt) | Championship          | 12          | 0           | 2                     | 0                     | 14    | 0     |
| Sous-total            | Sous-total                 | Sous-total            | 56          | 0           | 4                     | 0                     | 60    | 0     |
| Total sur la carrière | Total sur la carrière      | Total sur la carrière | 184         | 2           | 24                    | 2                     | 208   | 4     |

## Palmarès

### En Club
Avec le club d'Huddersfield Town, il remporte les play-off de la Football League One (3e division anglaise) en 2012.

### Distinction individuelle
Il est membre de l'équipe type de l'année de la League One lors de la saison 2011-2012.